# Ibn al-Banna
Ibn al-Banna al-Murrakushi al-Azdi (Arabisch : ابن البنّا) (Marrakesh, ca. 1256 - ca. 1321) was een Arabische Marokkaanse wiskundige en astronoom.
Al-Banna leefde in de tijd van de Berberse Meriniden dynastie en leefde in de toenmalige hoofdstad Marrakech en was de zoon van een architect. Hij werd geboren in Marrakesh rond 1256. Nadat hij de basis van de wiskunde had geleerd, ging hij verder met het vertalen van De Elementen van Euclides in het Arabisch.
Al-Banna schreef 51 tot 74 oplossingsmethodes voor verschillende terreinen : algebra, taalkunde, retorica en logica. Een van zijn werken, Talkhis amal al-hisab (Arabisch : تلخيص عمل الحساب ofwel "Vademecum van de rekenkundige bewerkingen"), bevat zelfs onderwerpen als breuken, sommen van kwadraten en kubieken, enzovoort.
'Abd al-Hamīd ibn Turk · 
Abd-al-Rahman Al Sufi · 
Abū al-Hasan ibn Alī al-Qalasādī · 
Abū Ishāq Ibrāhīm al-Zarqālī · 
Abū Kāmil Shujā ibn Aslam · 
Abu'l-Hasan al-Uqlidisi · 
Abul Wafa · 
Ahmed ibn Yusuf · 
Al-Biruni · 
Al-Chwarizmi · 
Al-Hajjāj ibn Yūsuf ibn Matar · 
Alhazen · 
Al-Jayyani · 
Al-Karaji · 
Al-Khazini · 
Al-Kindi · 
Al-Mahani · 
Al-Majrati · 
Al-Sijzi · 
Hunayn ibn Ishaq · 
Ibn al-Banna · 
Ibn Sahl · 
Ibn Tahir al-Baghdadi · 
Ibn Yahyā al-Maghribī al-Samaw'al · 
Ibrahim al-Fazari · 
Ibrahim ibn Sinan · 
Jabir ibn Aflah · 
Kushyar ibn Labban · 
Mohammed al-Fazari · 
Mohammed ibn Jābir al-Harrānī al-Battānī · 
Nasir al-Din al-Toesi · 
Sinan ibn Thabit · 
Thabit ibn Qurra · 
Ulug Bey · 
Yusuf al-Mu'taman ibn Hud
- Bibliothèque nationale de France: cb107480275 (data)
- Gemeinsame Normdatei: 10237256X
- International Standard Name Identifier: 0000 0000 8023 3891
- Library of Congress Control Number: n84145925
- Nationale Bibliotheek van Israël: 987007278685605171
- Nederlandse Thesaurus van Auteursnamen: 079991416
- LIBRIS: 62705
- Système universitaire de documentation: 070146837
- TDVİA: ibnul-benna-el-merrakusi
- Virtual International Authority File: 47152278
- WorldCat: E39PBJcwDWbtYm6BmPVwKwtVG3